# Dalkarlså
Dalkarlså is een plaats in de gemeente Robertsfors in het landschap Västerbotten en de provincie Västerbottens län in Zweden. De plaats heeft 92 inwoners (2005) en een oppervlakte van 35 hectare. Langs de op 16 kilometer van de plaats Robertsfors afgelegen plaats lopen de Europese weg 4 en de rivier de Dalkarlsån. In de plaats is een volkshogeschool gevestigd.